# Успенский район (Павлодарская область)
Успенский район (каз. Успенка ауданы) — район Павлодарской области, образован в 1935 году. Административный центр — село Успенка. Площадь — 5,5 тысяч кв. км.

## Физико-географическая характеристика

### Географическое положение
На севере и северо-западе граничит с Теренкольским районом, на западе и юго-западе — с Павлодарским районом, на юго-востоке — с Щербактинским районом, на северо-востоке — с Алтайским краем. Район полностью находится на территории Кулундинской равнины, которая является частью Западно-Сибирской равнины.

### Климат
Климат резко континентальный, средняя температура января −18º-19ºС., июля +20º+21ºС. Годовое количество атмосферных осадков составляет 250—300 мм.

### Рельеф и гидрография
Рельеф района равнинный. Почвы — каштановые.
В недрах района разведаны запасы поваренной соли, естественных строительных материалов. Промышленное значение имеют запасы соли, содержащиеся в озёрах Большой и Малый Таволжан.

### Флора и фауна
Растительный покров района не отличается большой пестротой. Здесь растут ковыль, типчак, полынь, осока, рогоз, на севере — берёзовые колки.
Обитают: волк, лисица, заяц, корсак, суслик. Водятся: перепёлка, утка, гусь и другая птица.

## Население

### Этнический состав
Национальный состав (на начало 2019 года):
- казахи — 4120 чел. (34,38 %)
- русские — 3453 чел. (28,82 %)
- украинцы — 2470 чел. (20,61 %)
- немцы — 1164 чел. (9,71 %)
- татары — 105 чел. (0,88 %)
- белорусы — 101 чел. (0,84 %)
- болгары — 76 чел. (0,63 %)
- молдаване — 103 чел. (0,86 %)
- другие — 391 чел. (3,26 %)
- Всего — 11 983 чел. (100,00 %)

### Динамика численности
Численность населения в 1999 году составляла 21,4 тысяч человек, в 2012 году — 14,4 тысяч человек.

## История
Постановлением Президиума ВЦИК РСФСР от 31 января 1935 года в результате разукрупнения Цюрупинского района Восточно-Казахстанской области был образован Лозовский район, районным центром планировали сделать село Лозовое, но в итоге центром района стало село Успенка. До образования 15 января 1938 года Павлодарской области Лозовский район входил в состав Восточно-Казахстанской области. В 1963 году Лозовский район ликвидирован, на его базе в 1964 году был создан Успенский район.

## Административно-территориальное деление
На территории района 13 сельских округов: Успенский, Богатырский, Ильичёвский, Ковалёвский, Каратайский, Лозовский, Ольгинский, Конырозекский, Равнопольский, Таволжанский, Тимирязевский, Надаровский.
1. Успенский сельский округ
2. Богатырский сельский округ
3. Ильичёвский сельский округ
4. Ковалёвский сельский округ
5. Каратайский сельский округ
6. Лозовский сельский округ
7. Ольгинский сельский округ
8. Павловский сельский округ
9. Равнопольский сельский округ
10. Таволжанский сельский округ
11. Тимирязевский сельский округ

## Экономика
По территории района проходит железная дорога Маралды—Таволжан.

### Сельское хозяйство
Основное хозяйственное направление района — сельскохозяйственное производство, преимущественно выращивание зерновых культур. Производством сельскохозяйственной продукции занимаются 17 сельскохозяйственных предприятий и 97 крестьянских хозяйств, 5187 личных подворий. В районе имеется 5 мини-мельниц, 1 макаронный цех, 12 мини-пекарен, 1 цех по переработке молока, 4 цеха по производству подсолнечного масла.

## Социальная сфера

### Образование и наука
Здесь находятся 20 средних общеобразовательных школ и 3 дошкольные организации.

### Здравоохранение
Район обслуживает Успенская центральная районная больница

### Культура
В районе действует Успенская Центральная Районная Библиотека.

## Руководители района
Председатели исполнительного комитета Лозовского районного Совета рабочих, крестьянских и красноармейских депутатов:
- Февраль 1935 — апрель 1938 — Калинин Иван Фёдорович
- Апрель 1938 — сентябрь 1938 — Шанцев Василий Павлович

Председатели исполнительного комитета Лозовского районного Совета депутатов трудящихся:
- Январь 1939 — август 1943 — Швацкий Гавриил Иванович
- Август 1943 — август 1946 — Коток Гавриил Северьянович
- Август 1946 — декабрь 1948 — Шпанский Иван Максимович
- Декабрь 1948 — март 1953 — Чичканов Иван Иванович
- Март 1953 — ноябрь 1958 — Трусов Василий Иванович
- Ноябрь 1958 — апрель 1962 — Ибраев Аубакир Ибраевич
- Май 1962 — январь 1963 — Баймухамбетов Сату Мухаметжанович

Председатели исполнительного комитета Успенского районного Совета депутатов трудящихся:
- Январь 1963 — декабрь 1964 — Сыздыков Уахап Бекович
- Март 1965 — ноябрь 1978 — Осадчий Пётр Данилович
- Ноябрь 1978 — ноябрь 1988 — Жумабеков Кабылбек
- Ноябрь 1988 — август 1989 — Сыздыков Тито Уахапович
- Сентябрь 1989 — март 1991 — Сабадаш Александр Петрович
- Ноябрь 1991 — февраль 1992 — Сыздыков Тито Уахабович

Глава Успенской районной администрации:
- Февраль 1992 — октябрь 1995 — Глазырин Виктор Дмитриевич

Акимы района:
- Октябрь 1995 — май 1996 — Глазырин Виктор Дмитриевич
- Июль 1996 — март 2003 — Воронин Геннадий Леонидович
- Март 2003 — декабрь 2007 — Левченко Владимир Иванович
- Декабрь 2007 — июнь 2013 — Ауталипов Нурлан Кабыкенович
- Июнь 2013 — апрель 2014 — Солтангазинов Айбек Рахметоллаевич
- Апрель 2014 — август 2016 — Демеуов Бакир Саматович
- С августа 2016 — Саламацкий, Сергей Иванович
- С 19 августа 2019 года — Дычко Николай Васильевич